# Rivarone
Rivarone (piemontesisch Rivaròn) ist eine Gemeinde in der italienischen Provinz Alessandria (AL), Region Piemont.

## Lage und Einwohner
Die Gemeinde Rivorne liegt knapp 20 Kilometer nordöstlich von der Provinzhauptstadt Alessandria entfernt, im Unterlauf des Tanaro, der kurz danach in den Po mündet. Das Gemeindegebiet umfasst eine Fläche von 6 km² und hat 395 (Stand 31. Dezember 2023) Einwohner.
Die Nachbargemeinden sind Alluvioni Piovera, Bassignana und Montecastello.

## Geschichte

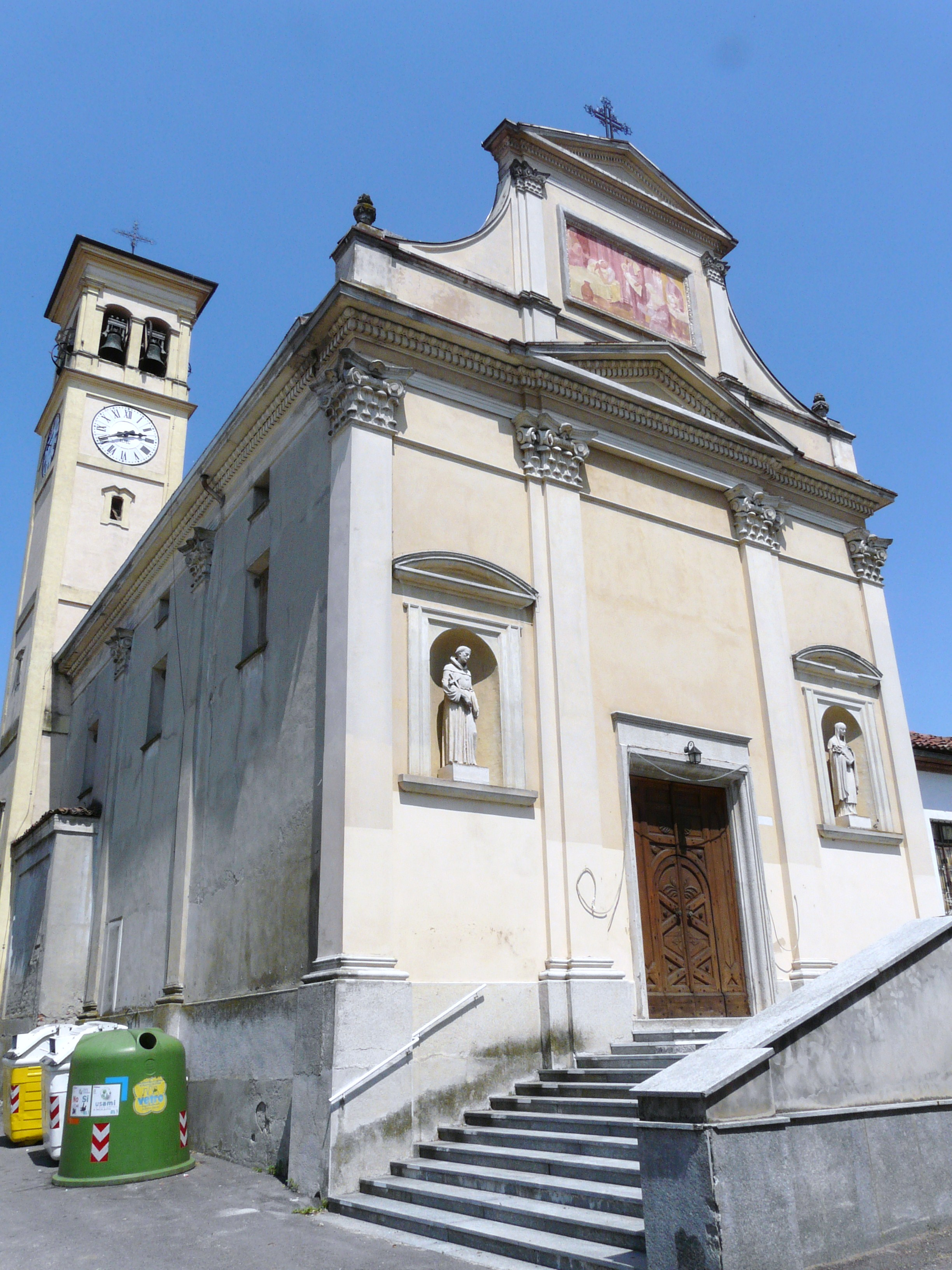
Kirche Natività di Maria

Der im Mittelalter bezeugte Ortsname ist durch die geografische Lage der Siedlung am Ufer des Tanaro gerechtfertigt, da er sich von „Riparia“ ableitet, was wiederum von Ripa abstammt, einem in der Ortsnamenkunde weit verbreiteten Begriff. Es wurde in der Antike von den Marici gegründet, einem ligurischen Stamm, der sich der Viehzucht und Landwirtschaft widmete. Im Mittelalter gehörte es zusammen mit Bassignana zum Komitee von Lomello, zu dessen Lehnsherr Kaiser Otto den Bischof von Pavia ernannte. Später ging es in den Besitz der Familie des Grafen Stazzone Adamo Amizzone über, von der es in die Hände des Bischofs von Tortona Liutfredo überging. Danach wurden mehrere Grafen Herren der Stadt, Riccardo di Ossola, Umberto di Rufo, Umberto di Stazzona und Ottone di Montiglio.
Im Jahr 1441 wurde es von Herzog Filippo Maria Visconti an die Bellingeri-Brüder Guglielmo, Bonifacio und Francesco, die letzte Dynastie, die vor Ort regierte, als Lehen vergeben.

## Sehenswürdigkeiten
Die Pfarrkirche Mariä Geburt (Natività di Maria), die seit dem Jahr 1560 nachweisbar ist. Sie wurde mit Ausrichtung nach Osten erbaut und erfuhr zwei Umbauten, die ihre Anordnung veränderten. Heute ist ihre Fassade nach Süden ausgerichtet und weist hinter der Lourdesgrotte ein Fresko aus dem 16. Jahrhundert auf. Im 18. Jahrhundert ließ Graf Rektor Michele Amedeo Bellingeri den Hauptaltar, ein wahres Juwel der Barockkunst, vom Marmorarbeiter Luigi Giudice aus Pavia errichten.

## Kulinarische Spezialitäten
Bei Rivarone werden Reben der Sorte Barbera angebaut und zum Rotwein Barbera del Monferrato verarbeitet.